# I Liceum Ogólnokształcące im. Stanisława Konarskiego w Zambrowie
I Liceum Ogólnokształcące im. Stanisława Konarskiego w Zambrowie – najstarsza zambrowska szkoła średnia, założona w 1945 roku. Początkowo funkcjonowała jako prywatne gimnazjum ogólnokształcące. 

## Dyrektorzy
- Edward Mościcki (1945)
- Anatol Falko (1945–1946)
- Bolesław Wardaszko (1946–1947)
- Irena Bierońska (1947)
- Józef Ciapka (1947–1949)
- Regina Witkowska (1949–1950)
- Aleksander Olszak (1950–1952)
- Aleksander Waszczuk (1952–1964)
- Jerzy Wasiluk (1964–1974)
- Maria Domicela Lewtak (1974–1990)
- Zyta Brysacz (1990–2004)
- Jan Marian Pilch (2004–2018)
- Krzysztof Wasiulewski (2018–2023)
- Dariusz Grabowski (od 2023)[1]

## Znani absolwenci
- Abp Józef Michalik – biskup rzymskokatolicki, przewodniczący Konferencji Episkopatu Polski w latach 2004–2014
- Magdalena Tadeusiak – dziennikarka, korespondentka TVP
- Kazimierz Jan Dąbrowski – burmistrz Zambrowa od 1998 roku
- Jarosław Kozakiewicz – artysta wizualny, rzeźbiarz, autor projektów architektonicznych
- Stefan Krajewski - samorządowiec, polityk, poseł IX i X kadencji